# 黎信昌
黎信昌（1936年2月8日—2021年5月23日），男，籍貫廣東南海，生於天津，中国声乐教育家。1986至2001年間出任中央音樂學院聲樂歌劇系主任。曾多次在中南海懷仁堂演出，並受到中共中央主席毛澤東、中國國家主席劉少奇、國務院院總理周恩來、國務院副總理陳毅等接見。並由中央人民廣播電臺、中央電視臺、中國唱片總公司錄製了一大批獨唱歌曲的唱片，電影、電視插曲。
黎信昌教授經常到全國各地的藝術學院、文藝團體、部隊文工團講學，還兼任天津音樂學院、沈陽師範大学、河南大學音樂學院、西北第二民族學院的特聘教授。

## 生平
1936年生於天津，籍貫廣東南海。畢業于天津財經學校。
1954年分配到天津重工業局工作，不久就被推薦為天津職工代表隊成員，赴京參加全國第一屆職工業余文藝匯演並獲獎。第二年考入中央音樂學院聲樂系本科，師从女高音歌唱家、音樂藝術教育家、中央音樂學院名譽院長喻宜萱。
畢業後留校任教，同年七月由中華人民共和國文化部選派參加第二屆德國國際舒曼聲樂比賽獲第四名。
1980年至1983年由中華人民共和國文化部派遣第一批以訪問學者身份的人員前往義大利米蘭的威爾第音樂學院（Verdi）考察進修聲樂、教學及演唱，還應邀參加羅馬等電視臺的舉辦的獨唱音樂會，此外還拜男高音歌唱家蒙納哥（Mario del Monaco）為師。1986年至今出任中央音樂學院學術委員會資格評審委員，碩士、博士生導師。1986年至2001年出任長達十五年的中央音樂學院聲樂歌劇系主任一職。1986年主持接待男高音歌唱家帕瓦羅蒂（Luciano Pavarotti）來華的演出與講學活動。1988年主持接待男高音歌唱家多明戈（Placido Domingo）來華的演出與講學活動。1992年應邀赴香港演藝學院進行講學活動。1994年應邀赴日本東京藝術大學進行講學活動。
1998年中國唱片總公司為其出版發行了『黎信昌20世紀中華歌壇名人百集珍藏版』CD。1999年中央音樂學院環球音像出版社為其出版發行了跟名師學音樂、建國五十周年重點出版項目『黎信昌歌曲教學』VCD二集。
2000年當選中國音樂家協會理事。
2021年5月23日9时零6分在北京逝世，享年85岁。

## 演出經歷
- 1975年在北京第一次紀念聶耳、冼星海音樂會演出『黃河大合唱』擔任獨唱『黃河頌』。
- 1977年應中央樂團邀請赴北朝鮮演出，擔任獨唱，受到金日成接見。
- 1978年應青島文化局邀請參加『青島之夏』音樂會，舉行個人獨唱音樂會。同年在北京、天津舉行多場個人獨唱音樂會。
- 1979年應日本指揮家小澤征爾的邀請參加貝多芬第九交響樂第四樂章中『歡樂頌』擔任男中音獨唱。
- 1983年底從義大利回國後在北京舉行了回國匯報獨唱音樂會。
- 1985年在北京人民大會堂演出獨唱『黃河頌』，同年到香港再次演出。
- 1986年應邀與中國青年交響樂團赴英、法、德、意、比利時、瑞士等六國演出。
- 1987年帶隊赴美參加羅莎·龐賽爾（Rosa Ponselle）國際聲樂比賽。
- 1989年應邀赴新加坡演出『黃河大合唱』擔任獨唱『黃河頌』。
- 1990年帶隊赴莫斯科參加柴可夫斯基國際聲樂比賽。
- 1997年帶隊赴德國參加『新聲音』國際聲樂比賽。
- 1999年主持女高音歌唱家、音樂藝術教育家、中央音樂學院名譽院長喻宜萱教授九十華誕的慶壽活動，並參加音樂會的獨唱演出。

## 评委经历
- 1985年應邀赴巴西出任國際聲樂比賽評委。
- 1986年－2002年任第二屆至第十屆的中央電視臺全國青年歌手電視大獎賽評委會組長。
- 1986年－2002年任中華人民共和國文化部歷次聲樂選手出國比賽、國內選拔賽評委會組長。
- 1993年應邀赴法國馬賽出任國際歌劇比賽評委。
- 1994年應邀赴馬來西亞吉隆玻出任全馬聲樂比賽評委。
- 1994年應邀赴香港出任亞洲華人歌唱大賽評委。
- 1996年－1998由中華人民共和國文化部委任為全國中央直屬藝術團體、學院的專業人員資格評審委員會組長
- 1996年任中華人民共和國文化部全國第一屆聲樂比賽評委。
- 1998年任中華人民共和國文化部全國新人新作品聲樂比賽評委。
- 2000年應邀赴法國出任圖魯茲（Toulouse）國際聲樂比賽評委。
- 2000年出任第一屆中國（廣州）國際聲樂比賽評委。
- 2001年出任中國文聯、音恊首屆全國金鐘音樂獎聲樂比賽評委。
- 2002年出任第二屆中國（北京）國際聲樂比賽評委。